# Wanted (fumetto)
Wanted è una miniserie a fumetti scritta da Mark Millar e disegnata da J. G. Jones, pubblicata da Image Comics tramite gli studios Top Cow tra il 2003 e il 2005. Si tratta della prima opera della linea di fumetti creator-owned denominata Millarworld.
In lingua italiana il fumetto è stato pubblicato con il sottotitolo Il crimine paga.

## Premessa
Mark Millar crea un universo immaginario in cui i supercriminali controllano il pianeta. L'idea deriva da una storia che suo fratello Bobby gli raccontò quando era ancora un bambino. A cinque anni Mark vide su un libro una foto di una persona vestita da Superman e pensando che fosse il vero Superman chiese al fratello perché i supereroi non salvano davvero il mondo; Bobby, più vecchio di Mark, disse al fratello che i supereroi erano stati sconfitti dai supercriminali, che ora governano il mondo in segreto. Molti anni dopo Mark scrisse quello che lui stesso definisce «il mio primo vero fumetto» basandosi su quel racconto.

## Trama
Wesley Gibson è un ragazzo di 24 anni, represso dalla madre e sul lavoro, con una fidanzata (Cindy) che lo tradisce con il suo migliore amico che lo considera - senza nasconderlo - un perdente. La sua vita viene stravolta quando incontra Fox, una sexy e spietata assassina che lo invita ad unirsi ad un gruppo di supercriminali nel quale prenderà il posto del padre, da poco ucciso. Wesley inizialmente non le crede perché sembra una storia inventata, ma si dovrà presto ricredere. Fox lo porta così alla sua base segreta, dove Wesley conosce il professore, Solomon Seltzer, uno dei grandi capi delle cinque famiglie dei superciminali che dominano segretamente il mondo. Il Professore è felice di poter finalmente incontrare Wesley, rivelandogli che suo padre era Killer, il più pericoloso e preciso assassino al mondo nonché suo migliore amico. Wesley resta confuso, poiché ricordava che suo padre era un pilota di linea, morto in un incidente. Il Professore rivela che ciò è falso, e che sua madre ne era all'oscuro. Leggendo il testamento di Killer, rivela al giovane che ora lui ha ereditato tutto il suo patrimonio ed è diventato miliardario. Killer per i sensi di colpa nel averlo abbandonato, ha lasciato a Wesley, tutta la sua eredità. Tuttavia, ci sono delle condizioni: perché Wesley erediti il patrimonio, Killer ha chiesto a Solomon e Fox, di temprare il figlio affinché possa affrontare il mondo con le proprie forze, liberandolo da tutte le sue debolezze.
Wesley chiede di avere un po' di tempo per pensare e gli vengono concesse ventiquattr'ore. Allo scadere del termine sarebbe tornato alla sua vita da recluso, in caso non avesse acconsentito da addestrarsi con Fox. Col passare delle ore, Wesley, vede la sua vita insieme alla sua ragazza Cindy che lo tradisce di continuo, all'umiliante lavoro contabile d'ufficio e a tutte le altre persone che lo tormentano tutti i giorni. A un'ora dallo scadere del tempo, Wesley chiama Fox, accettando la proposta di unirsi al gruppo delle Armi del fato. Per prima cosa, si licenzia dal suo lavoro d'ufficio, buttando all'aria tutte le sue scartoffie, insultando apertamente i suoi colleghi.
Inizia così un periodo di addestramento, durante il quale Gibson viene rinvigorito liberandosi infine di tutte le oppressioni a cui era stato sottoposto, sperimentando un nuovo inizio nella sua vita. Successivamente Wesley nella sua nuova vita di supercriminale inizia con una spietata vendetta, uccidendo tutti coloro che gli hanno fatto dei torti e rovinato la vita reprimendolo. In seguito, lascia la sua fidanzata rivelandole che da sempre, sapeva che faceva sesso col suo migliore amico, affermando infine di averlo ucciso, il giorno prima, e di averlo buttato in un bidone dei rifiuti. Cindy è convinta che Wesley stia avendo un crollo nervoso e che stia diventando un mitomane, ma lui afferma di trovarsi incredibilmente bene e libero per la prima volta nella sua vita. Nonostante Cindy minacci di tagliarsi i polsi se se ne fosse andato, Wesley la manda a quel paese con disprezzo non volendo più avere a che fare con lei, insultando infine sua madre per averlo sempre represso.
Entrato ufficialmente nell'organizzazione di supercriminali, Wesley scopre che hanno conquistato il mondo nel 1986. Solomon Seltzer, rivela che i supercriminali erano stanchi di perdere, decidendo di fare qualcosa che nessuno di loro aveva mai fatto prima: collaborare insieme. Unendosi hanno sconfitto tutti i supereroi della Terra e hanno poi rimosso il ricordo della vicenda dalla mente di tutti, benché tale guerra avesse portato numerose vittime da entrambe le parti. Appreso che i supercriminali sono divisi in cinque gruppi detti Famiglie, ciascuno padrone di un continente, viene a conoscenza che il capo della famiglia australiana Mister Rictus, è il maggiore indiziato per l'uccisione del padre di Wesley. Killer al principio, lavorava per Mister Rictus, insieme a Fox, ma decisero alla fine di abbandonarlo, poiché non sopportavano la sua follia, sanguinaria che lo portava persino ad uccidere dei neonati senza alcun rimorso. Mister Rictus bramava di essere padrone dell'America, ma quando Fox e Killer lo abbandonarono, la sua organizzazione s'indebolì, finendo per ottenere l'Australia. Quest'ultimo insieme al capo della Famiglia dell'Europa da tempo tenta di convincere gli altri ad uscire allo scoperto, mentre le altre tre famiglie da sempre optano per la scelta di rimanere nell'ombra. Questa divergenza porterà ad uno scontro, del quale Wesley sarà il protagonista.

## Personaggi
- Wesley Gibson:È il protagonista della serie. Ha ventiquattro anni. Lavora come assistente del caporedattore di una rivista sull’ipotiroidismo della costa est. Si mostra subito come un giovane uomo disilluso, privo di ambizioni, che disprezza la propria vita. Viene insultato dal suo capo in ufficio. Ha una ragazza, Lisa, che lo tradisce con il suo migliore amico e collega di lavoro, e di cui lui è al corrente. Più volte Wesley ammette di disprezzare la sua vita e che avrebbe voluto nascere miliardario. Lo stress continuo che prova lo ha costretto a prendere vari farmaci per gestirlo. Odia profondamente sua madre, morta poco tempo fa a causa di un’embolia. Fin da bambino, la madre lo ha castrato psicologicamente. La supercriminale Gatta Ladra Fox lo rintraccia e lo porta dal suo capo, il supercriminale Professor Solomon Seltzer. Qui Wesley scopre la sua vera identità: è il figlio di uno dei supercriminali più potenti al mondo, Killer. Suo padre, deceduto da poco e mostrando rimorso per averlo abbandonato, gli ha lasciato un’eredità miliardaria. La condizione è che Wesley accetti di cambiare vita e diventare un supercriminale, seguendo le orme del padre. A Wesley vengono concesse ventiquattro ore per decidere. Riflettendo attentamente sulla sua vita, Wesley accetta con gioia l’offerta e si fa addestrare dai suoi nuovi compagni. Per prima cosa, si licenzia insultando tutto il reparto dell’ufficio dove lavorava. Entrando nella base di Seltzer, Wesley si sottopone a un duro addestramento, trasformandosi in un assassino sovrumano e risvegliando le capacità latenti ereditate dal padre. Successivamente, uccide tutti coloro che gli hanno fatto un torto, dai tempi dell’infanzia fino all’età adulta. Tra questi c’è il suo migliore amico, che andava a letto con la sua ragazza, e poi getta il suo corpo in un bidone dei rifiuti. Decide però di risparmiare Lisa, limitandosi a lasciarla da sola, facendo la valigia e andandosene, dichiarando che la loro relazione era vuota e sterile, e di essere finalmente felice di sperimentare un nuovo inizio lontano da lei. Nella sua nuova vita da supercriminale, Wesley è finalmente libero di essere se stesso. Inizierà a ricordare ciò che successe nel mondo nelle grande guerra dei supereroi, comprendendo la verità.
- Fox:La Gatta Ladra. Supercriminale che lavora per Seltzer. Vecchia parnter del Killer. Scoprendo la morte del suo vecchio compagno, il professore è stato costretto a sedarla per impedirle di fare una strage in città. Diventa la nuova partner di Wesley, portandolo a conoscenza del mondo dei supercriminali. Fox nacque povera e crebbe nella miseria di un vecchio quartiere. Si diede alla criminalità fin dalla tenera età come unico modo di sopravvivere. Sviluppò subito delle capacità assassine diventando presto una delle più forti assassine del mondo. Al tempo dei supereroi era la partner del più grande investigatore del mondo, per poi essere trovata dal Killer.
- Professor Solomon Seltzer:Un vero genio fuori dall’ordinario. Dotato di incredibili capacità mentali fin dalla nascita. Cominciò a parlare ancora nel grembo materno, risolveva problemi di matematica ancora prima di iniziare a camminare e ricevette la sua prima laurea con lode in ingegneria biomeccanica prima che i suoi coetanei si iscrivessero all’asilo. Seltzer era a tutti gli effetti l’uomo più intelligente del mondo. Divenne miliardario a soli dieci anni. Stando alle voci dei supercriminali, fu il Professor Solomon Seltzer a elaborare il piano che portò alla vittoria contro i supereroi nella guerra del 1986. Divenne capo di una delle cinque grandi famiglie dei supercriminali che governano il mondo e lui riuscì ad conquistare come territorio l'america. Killer era un suo vecchio amico e dopo la sua presunta morte, prese il figlio Wesley sotto la sua ala, per dargli l'eredità del padre, ma non prima di averlo temprato trasformandolo nel nuovo Killer.
- Il Burattinaio:supercriminale del gruppo di Solomon Seltzer. È sposato, ha due figlie che ama profondamente, ma è anche un individuo completamente sociopatico. Nutre una passione ossessiva per i burattini, tanto da essere considerato un Mastro Geppetto malvagio. Grande esperto di micro-meccanica, crea bambole assassine potenti come piccoli Terminator, capaci di uccidere centinaia di persone senza difficoltà. Nella vita familiare, è un padre e marito devoto, disposto a tutto per rendere felici la moglie e le figlie. Tuttavia, tiene nascosto il suo lato criminale, poiché le sue figlie sono appassionate di fumetti di supereroi. Teme che, se scoprissero la verità sui supereroi reali e sul fatto che il padre li uccise insieme ad altri supercriminali, la sua famiglia si disintegrerebbe. Ha contratto l’epatite B durante una missione in un mondo parallelo.
- Imp:Imp è un altro membro del gruppo del Professor Solomon Seltzer, nonché uno dei più forti supercriminali al mondo. Proviene dalla settima dimensione e ha il potere di plasmare la realtà a suo piacimento senza alcuna difficoltà. Al livello di altre quattro dimensioni avrebbe una forma completamente diversa e inimmaginabile. Nonostante abbia migliai di anni, nella sua dimensione è ancora un lattante. Quando i suoi genitori non sono in casa, fa visita alla terra. Inizialmente le cose furono un problema, quando Imp, giunse per la prima volta sulla terra: trasformò l'america in un gigantesco marshmallow, ha dato vita agli edifici, facendogli fare orge sessuali con edifici di altre città e ha trasformato il suo più grande nemico in un gelato. Il Professor Solomon Seltzer, riuscì a dargli un contegno, poiché se Imp esagerasse, potrebbe obliterare la realtà stessa del pianeta terra. Partecipa al funerale di Killer, dichiarando che il figlio appena scoperto è stato davvero fortunato a ricevere la sua eredità miliardaria. Prende in simpatia Wesley, diventando compagni di squadra.
- Alicia Gibson:la madre di Wesley Gibson, lavorava come assistente sociale. Donna con la mania del controllo, ha sempre trattenuto il figlio, costringendolo a seguire i suoi desideri. Wesley la odia profondamente, accusandola di avergli rovinato la vita e di averlo reso un perdente. Non provò grande dispiacere quando morì alcuni anni prima a causa di un'embolia. Verso la fine, si scopre che in passato anche lei era una supercriminale, partner di Avian Bird. Conobbe Killer a una festa serale di supercriminali: fu amore a prima vista e consumarono la loro passione nella Flamechaser di Killer per due giorni consecutivi. Quando nacque Wesley, la coppia era al culmine della felicità, ma presto Alicia cambiò. Tutto ciò che l'aveva attratta in Killer, ora voleva che lui vi rinunciasse. Pretendeva che abbandonasse il mondo dei supercriminali per vivere dei guadagni accumulati, mentre la guerra definitiva tra supereroi si avvicinava. Tra i due scoppiò un violento litigio e Killer la lasciò. Alicia non perdonò mai il marito e fece di tutto per impedirgli di vedere il figlio. Tuttavia, non ci riuscì del tutto: Killer, quando passava in città, entrava nell’appartamento senza difficoltà, visitando Wesley mentre dormiva e lasciandogli dei doni. Durante la guerra, Alicia e Wesley erano nell’appartamento, ignari della presenza di Killer, nascosto per proteggerli. Quando la realtà fu riscritta, anche Alicia subì la riconfigurazione, dimenticando che suo marito era un supercriminale. Tuttavia, istintivamente, conservava delle reminiscenze che riversava sul figlio. Alicia desiderava che Wesley fosse pacifico e non reagisse mai di fronte alla violenza, intuendo che, se avesse impugnato un’arma per attaccare, le capacità ereditate da Killer si sarebbero risvegliate.
- Killer: padre di Wesley Gibson, il più potente serial killer del mondo. Ha eliminato politici e presidenti senza alcuna difficoltà, diventando una vera leggenda anche tra i supercriminali. All'inizio della storia si crede che sia morto, ma alla fine si scopre che ha inscenato la propria morte con l'unico scopo di permettere a suo figlio di cambiare vita e diventare il suo legittimo successore, lasciandogli tutta la sua eredità. Killer conobbe Alicia negli anni Ottanta, quando lei era la partner del supercriminale Avian. Si incontrarono in una locanda, ritrovo di supercriminali per feste e orge. Per i due fu amore a prima vista. Consumata la loro passione nell'auto di Killer per due giorni interi, sembravano felici e tutto pareva andare per il meglio. Tuttavia, dopo la nascita di Wesley, Alicia cambiò. Pretese che Killer abbandonasse tutto ciò per cui lei si era innamorata di lui, incluso il suo ruolo di supercriminale, e di trasferirsi in Connecticut per vivere dei suoi guadagni. Killer rifiutò e scoppiò un violento litigio tra i due, mentre la guerra tra supereroi si avvicinava. Killer lasciò Alicia, tornando nel mondo oscuro per prepararsi al grande scontro. Alicia, diventata una vera bachettona, fece di tutto per impedire al marito di vedere il figlio. Tuttavia, per Killer una porta chiusa a chiave non era un ostacolo: ogni volta che passava in città, visitava Wesley, lasciandogli regali e accarezzandogli la testa, guardandolo con tristezza. Killer nascose il dolore per aver lasciato Alicia, che gli aveva spezzato il cuore. Quando la guerra iniziò, Killer rimase nell’appartamento per proteggere la sua famiglia da eventuali attacchi. Ammise che alcuni supercriminali iniziarono a dubitare dell’invasione: se avessero vinto, i bei tempi con i supereroi sarebbero finiti, costringendoli a vivere per sempre nell’ombra. Quando fu attivata la macchina per riconfigurare la realtà, Killer strinse la mano di suo figlio. Alicia subì la riconfigurazione e credette che suo marito fosse un pilota di linea morto in un incidente. Killer continuò a vegliare su Wesley negli anni successivi. A undici anni, Wesley e sua madre si trasferirono in una casa di quartiere in Huron Street. Un giorno, Killer, con una tuta invisibile, osservò il figlio mentre giocava con i bambini dei vicini. Scatenatosi un litigio, il figlio dei vicini colpì ripetutamente Wesley, che non reagì. Fu l’intervento di Alicia a fermare la disputa, e lei si complimentò con il figlio per non aver reagito. Di fronte a questa scena, Killer rimase devastato. Capì che Alicia, pur senza memoria, percepiva istintivamente la forza del padre in Wesley e faceva di tutto per renderlo un perdente, spingendolo ad accettare ogni umiliazione. Killer comprese che la colpa era sua per averli abbandonati e attuò un piano per permettere a suo figlio di diventare più forte e cambiare vita per sempre.

## Citazioni e riferimenti
- Diversi personaggi hanno l'aspetto di persone realmente esistenti: Weasley è il rapper Eminem, Fox è l'attrice Halle Berry, il Killer originale è l'attore Tommy Lee Jones.
- Nelle tavole il padre di Wesley corre sul muro di un edificio con stivali identici a quelli dell'Uomo Ragno.
- Nelle tavole in cui Wesley scende nei sotterranei con Fox, si possono notare supercriminali con le fattezze di Tarantula, Avvoltoio, Abominio e Shocker.
- Al meeting annuale delle famiglie c'è un supercriminale molto somigliante al wrestler statunitense Scott Steiner.
- Molti dei personaggi di Wanted sono apparsi nella serie Savage Dragon (nn. 127 e 128).

## Edizione italiana
L'edizione italiana è curata dalla Panini Comics che ne pubblica una prima edizione in versione brossurata per la collana 100% Comics nel 2005. A novembre 2014 esce quella che viene annunciata come l'edizione definitiva dell'opera. Si tratta di Wanted Omnibus ed è un volume cartonato di 192 pp. a colori con sovracopertina. La distribuzione avviene esclusivamente tramite le fumetterie.

## Altri media
Nel giugno 2008 è uscito il film Wanted - Scegli il tuo destino diretto da Timur Bekmambetov, un adattamento non fedele del fumetto, con Angelina Jolie, James McAvoy e Morgan Freeman.
Dal film è stato ispirato un videogioco sparatutto, Wanted: Weapons of Fate, uscito per PC, PS3 e X360 nel 2009.

## Sequel: Nemesis Reload
La storia continua una ventina di anni dopo. Wesley Gibson appare più invecchiato ed è diventato il nuovo grande capo della Confraternita, guidando e addestrando, i nuovi giovani supercriminali, a entrare nella confraternita. Il suo nuovo allievo è Nemesis, super criminale che è diventato orfano a causa di un gruppo di poliziotti che per il loro ego hanno incastrato i suoi genitori, noti spacciatori, per un crimine che essi non avevano commesso, dandogli la pena capitale. Wesley addestra Nemesis, il quale rade al suolo New York, uccidendo uno dopo l'altro i responsabili che gli hanno distrutto la vita. Wesley Gibson e la Confraternita, sono a conoscenza che la vecchia realtà dei super eroi sta lentamente riprendendo il sopravvento e che presto giungeranno nuovi eroi, dando inizio a una grande guerra.